# Siklósnagyfalu
Siklósnagyfalu là một thị trấn thuộc hạt Baranya, Hungary. Thị trấn này có diện tích 9,09 km², dân số năm 2010 là 398 người, mật độ 44 người/km².